# Silberhorn (Berner Alpen)
Das Silberhorn ist ein 3704 m hoher Gipfel nordwestlich des Gipfels der Jungfrau (Berner Oberland). Wegen der von Norden gesehen markanten pyramidenförmigen, vollständig überfirnten Form seiner Nordschulter (3690 m ü. M., im Kartenmaterial als «Silberhorn» bezeichnet) ist das Silberhorn eines der beliebtesten Fotomotive des Berner Oberlandes, während der in den Karten unbenannte Hauptgipfel von Norden gesehen verdeckt ist. Das Silberhorn besitzt noch zwei wenig eigenständige, aber auffällige Nebengipfel: Im Westen das Goldenhorn (3640 m ü. M.) und im Nordosten das Chly Silberhoren (3534 m ü. M.).
Aufgrund des Klimawandels sind per 2020 immer größere Teile des Silberhorns ausgeapert und schneefrei.
Die Erstbesteigung des Silberhorns gelang am 4. August 1863 Edmund von Fellenberg und Karl Baedeker, dem Sohn des Gründers des Verlags Karl Baedeker. Sie wurden begleitet von den Grindelwalder Führern Peter Michel, Hans Baumann und Peter Inäbnit. Die erste Besteigung über den Nordwestgrat (Hornby-Grat) gelang den beiden Engländern James John Hornby und Thomas Henry Philpot zusammen mit den einheimischen Bergführern Christian Almer, Ulrich Almer, Johann Bischof und Christian Lauener.

Silberhorn und Jungfrau 1837 (links: Mönch). Gouachemalerei von Johann Heinrich Bleuler d. J.
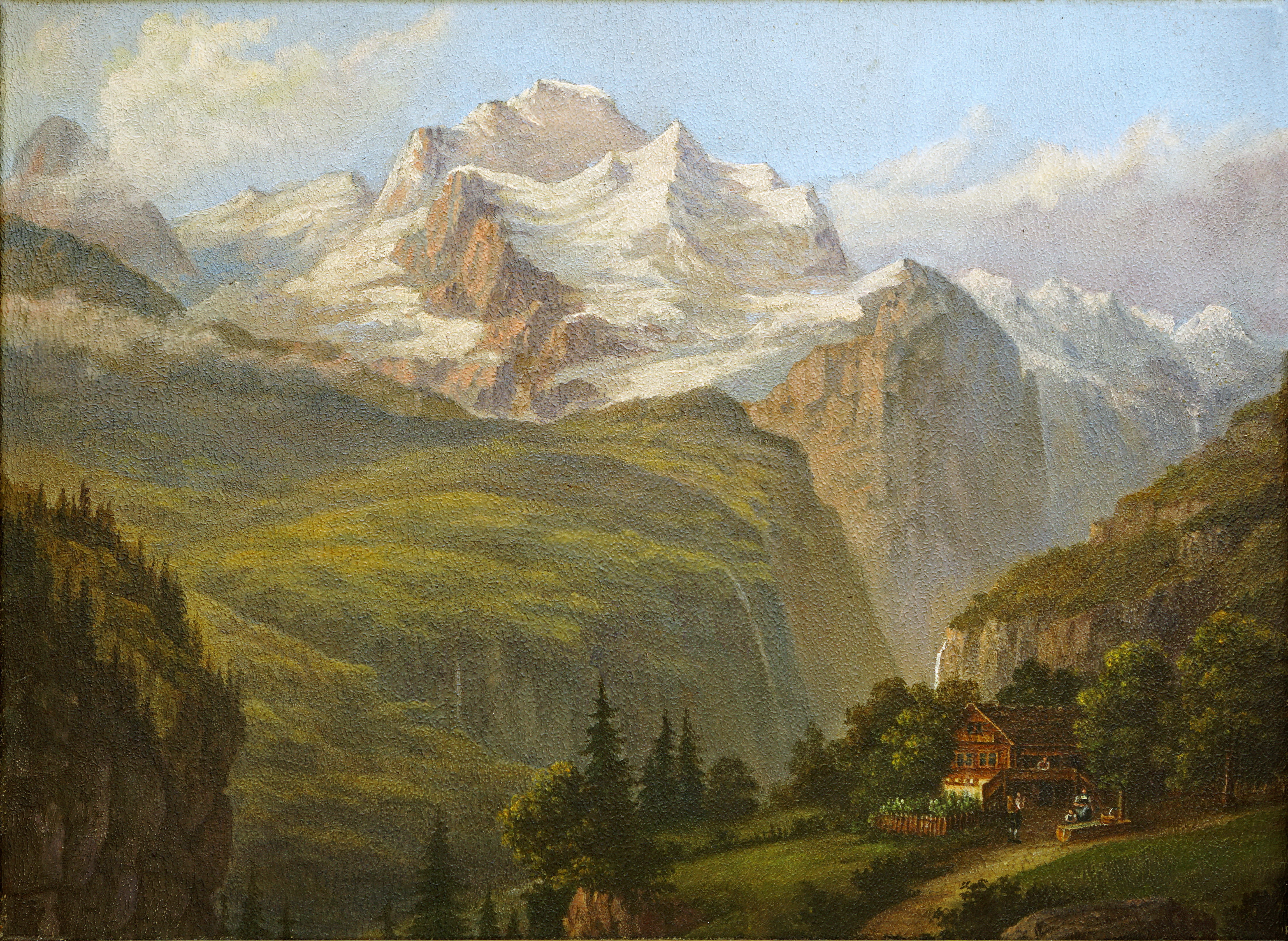
Silberhorn und Jungfrau um 1870. Ölgemälde von Heinrich Müller
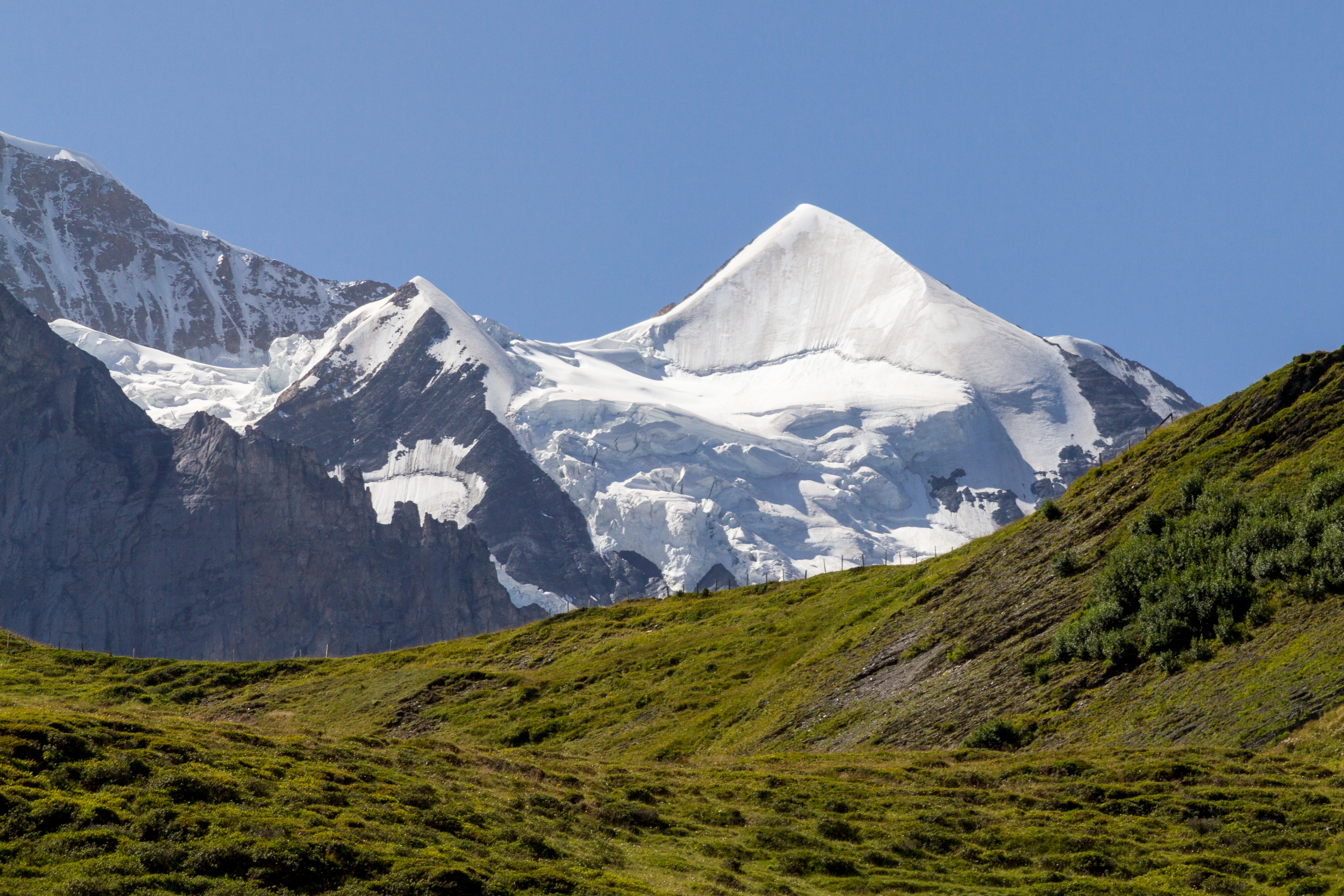
Blick von der Kleinen Scheidegg zum Silberhorn

In unmittelbarer Nähe des Silberhorns befinden sich die Silberhornhütte (2663 m) und die Rottalhütte (2755 m).
Der 2003 neu in die Lauberhornabfahrt eingebaute Sprung wird Silberhornsprung genannt, da die Kameraeinstellung der Fernsehübertragungen die Rennläufer beim Absprung vor dem Silberhorn zeigt.